# سفارت سوئد در بوئنوس آیرس
سفارت سوئد در بوئنوس آیرس (به اسپانیایی: Embassy of Sweden) یک سفارت در آرژانتین است که در بوئنوس آیرس واقع شده‌است.